# Vicia sericocarpa
Vicia sericocarpa är en ärtväxtart som beskrevs av Edward Fenzl. Vicia sericocarpa ingår i släktet vickrar, och familjen ärtväxter. Inga underarter finns listade i Catalogue of Life.